# باپتیست آلوئه
باپتیست آلوئه (انگلیسی: Baptiste Aloé؛ زادهٔ ۲۹ ژوئن ۱۹۹۴) بازیکن فوتبال اهل فرانسه است که در پست مدافع بازی می‌کند.
از باشگاه‌هایی که در آن بازی کرده‌است می‌توان به باشگاه فوتبال دینامو بخارست، باشگاه فوتبال المپیک مارسی، باشگاه فوتبال والنسین، باشگاه فوتبال اروکا و باشگاه فوتبال نانسی اشاره کرد.
وی همچنین در تیم‌های ملی فوتبال زیر ۱۸ سال فرانسه و زیر ۲۱ سال فرانسه بازی کرده‌است.